# Exocentrus theresae
Exocentrus theresae là một loài bọ cánh cứng trong họ Cerambycidae.